# نمران (النادرة)

تعديل مصدري - تعديل

نمران هي إحدى قرى عزلة مقنع الأعلى بمديرية النادرة التابعة لمحافظة إب، بلغ تعداد سكانها 471 نسمة حسب تعداد اليمن لعام 2004.